# Liste der Deutschen Evangelischen Kirchentage und beteiligter Personen

Logo des DEKT

Dies ist eine Liste der Deutschen Evangelischen Kirchentage (DEKT) und der Zahlen aller beteiligter Personen. Die Verantwortlichen, d. h. die jeweiligen Präsidenten und die amtierenden Generalsekretäre des DEKT, sind namentlich genannt. Außerdem sind in der Liste auch das Ökumenische Pfingsttreffen (1971) und die Ökumenischen Kirchentage (seit 2003) angegeben.
Die erste Veranstaltung fand 1949 statt, seit 1957 wechseln sich der Deutsche Evangelische Kirchentag und der Deutsche Katholikentag ab.

## Kirchentage mit ihren Themen und Teilnehmerzahlen
| Jahr                      | Kirchentag                             | Ort                   | Motto                                                             | Dauerteilnehmer                                                                     | Teilnehmer Hauptversammlung/ Schlussversammlung/ Schlussgottesdienst                         | Mitwirkende | Bemerkung |
| ------------------------- | -------------------------------------- | --------------------- | ----------------------------------------------------------------- | ----------------------------------------------------------------------------------- | -------------------------------------------------------------------------------------------- | ----------- | --- |
| 1949 28. Juli–1. August   | Deutsche Evangelische Woche            | Hannover              | „Kirche in Bewegung“                                              | 3.000–7.000                                                                         | Schlussversammlung 35.000                                                                    |             | Gilt als 1. Deutscher Evangelischer Kirchentag. |
| 1950 23.–27. August       | 2. Deutscher Evangelischer Kirchentag  | Essen                 | „Rettet den Menschen“ (in Anlehnung an Apg 2,47)                  | 25.350                                                                              | Hauptversammlung 180.000                                                                     |             | |
| 1951 11.–17. Juli         | 3. Deutscher Evangelischer Kirchentag  | Berlin                | „Wir sind doch Brüder“ (in Anlehnung an Neh 5,5)                  | 69.000–91.600                                                                       | Hauptversammlung 200.000                                                                     |             | |
| 1952 27.–31. August       | 4. Deutscher Evangelischer Kirchentag  | Stuttgart             | „Wählt das Leben“ (in Anlehnung an Phil 1,22)                     | 30.750–40.000                                                                       | Hauptversammlung 200.000                                                                     |             | |
| 1953 12.–16. August       | 5. Deutscher Evangelischer Kirchentag  | Hamburg               | „Werft euer Vertrauen nicht weg“ (Hebr 10,35)                     | 40.900–60.000                                                                       | Hauptversammlung 250.000                                                                     |             | |
| 1954 7.–11. Juli          | 6. Deutscher Evangelischer Kirchentag  | Leipzig               | „Seid fröhlich in Hoffnung“ (Röm 12,12 )                          | 60.450                                                                              | Hauptversammlung 650.000                                                                     |             | Letzter gesamtdeutscher Kirchentag bis zur Wiedervereinigung. |
| 1956 8.–12. August        | 7. Deutscher Evangelischer Kirchentag  | Frankfurt am Main     | „Laßt euch versöhnen mit Gott“ (2 Kor 5,20)                       | 55.000–61.700                                                                       | Hauptversammlung 600.000                                                                     |             | |
| 1957 27. Oktober          | Kirchentagssonntag                     | verschiedene Orte     | „Der Herr ist Gott, der Herr ist Gott“ (1 Kön 18,39)              | 3.000 Delegierte aus der Bundesrepublik und der DDR beim „Herbsttreffen“ in Berlin  |                                                                                              |             | Der geplante 8. Deutsche Evangelische Kirchentag in Erfurt wurde aus politischen Gründen abgesagt; stattdessen fanden 17 Landeskirchentage und vom 25. bis 27. Oktober ein „Herbsttreffen“ in Berlin statt.                                                   |
| 1959 12.–16. August       | 9. Deutscher Evangelischer Kirchentag  | München               | „Ihr sollt mein Volk sein“ (Jer 7,23)                             | 40.000–48.500                                                                       | Hauptversammlung 350.000                                                                     |             | |
| 1961 19.–23. Juli         | 10. Deutscher Evangelischer Kirchentag | Berlin                | „Ich bin bei euch“ (Mt 28,20)                                     | 42.900                                                                              | Hauptversammlung 82.000                                                                      |             | |
| 1963 24.–28. Juli         | 11. Deutscher Evangelischer Kirchentag | Dortmund              | „Mit Konflikten leben“ (in Anlehnung an 1 Kor 1,13-19)            | 14.500                                                                              | Hauptversammlung 350.000                                                                     |             | |
| 1965 28. Juli – 1. August | 12. Deutscher Evangelischer Kirchentag | Köln                  | „In der Freiheit bestehen“ (in Anlehnung an Gal 2,4-5)            | 13.000                                                                              | Hauptversammlung 120.000                                                                     |             | |
| 1967 21.–25. Juni         | 13. Deutscher Evangelischer Kirchentag | Hannover              | „Der Frieden ist unter uns“ (in Anlehnung an Joh 20,26)           | 12.300–14.500                                                                       | Hauptversammlung 40.000                                                                      |             | |
| 1969 16.–20. Juli         | 14. Deutscher Evangelischer Kirchentag | Stuttgart             | „Hungern nach Gerechtigkeit“ (in Anlehnung an Mt 5,6)             | 17.150                                                                              | Schlussversammlung 40.000                                                                    |             | |
| 1971 3.–5. Juni           | Ökumenisches Pfingsttreffen            | Augsburg              | „Nehmet einander an, wie Christus uns angenommen hat“ (Röm 15,7 ) | 8.270                                                                               | Schlussversammlung 18.000                                                                    |             | Vorläufer des Ökumenischen Kirchentags. |
| 1973 27. Juni – 1. Juli   | 15. Deutscher Evangelischer Kirchentag | Düsseldorf            | „Nicht vom Brot allein“ (Lk 4,4)                                  | 7.420–10.400                                                                        | Schlussgottesdienst 24.000                                                                   |             | Niedrigste Dauerteilnehmerzahl. |
| 1975 11.–15. Juni         | 16. Deutscher Evangelischer Kirchentag | Frankfurt am Main     | „In Ängsten – und siehe, wir leben“ (2 Kor 6,4+9)                 | 14.920–15.000                                                                       | Schlussversammlung 40.000                                                                    |             | |
| 1977 8.–12. Juni          | 17. Deutscher Evangelischer Kirchentag | Berlin (West)         | „Einer trage des anderen Last“ (Gal 6,2 )                         | 58.950                                                                              | Schlussversammlung 35.000                                                                    |             | |
| 1979 13.–17. Juni         | 18. Deutscher Evangelischer Kirchentag | Nürnberg              | „Zur Hoffnung berufen“ (in Anlehnung an Eph 4,4)                  | 78.860                                                                              | Schlussversammlung 120.000                                                                   | 15.733      | Erstes Feierabendmahl. |
| 1981 17.–21. Juni         | 19. Deutscher Evangelischer Kirchentag | Hamburg               | „Fürchte dich nicht“ (Mk 5,36)                                    | 117.600                                                                             | Schlussversammlung 90.000                                                                    | 19.867      | Geprägt von der Nachrüstungsdebatte. |
| 1983 8.–12. Juni          | 20. Deutscher Evangelischer Kirchentag | Hannover              | „Umkehr zum Leben“ (in Anlehnung an Ez 33,11)                     | 114.050                                                                             | Schlussversammlung 95.000                                                                    | 20.856      | Der Kirchentag der „Lila Tücher“, mit denen die Teilnehmenden die Nachrüstungsdebatte zum zentralen Thema machten. |
| 1985 5.–9. Juni           | 21. Deutscher Evangelischer Kirchentag | Düsseldorf            | „Die Erde ist des Herrn“ (Ps 24,1)                                | 118.000–129.900                                                                     | Schlussversammlung 85.000                                                                    | 22.929      | |
| 1987 17.–21. Juni         | 22. Deutscher Evangelischer Kirchentag | Frankfurt am Main     | „Seht, welch ein Mensch“ (Joh 19,5 )                              | 125.054                                                                             | Schlussversammlung 85.000                                                                    | 25.254      | Erstmals leitete mit Eleonore von Rotenhan eine Frau den Evangelischen Kirchentag. |
| 1989 7.–11. Juni          | 23. Deutscher Evangelischer Kirchentag | Berlin (West)         | „Unsere Zeit in Gottes Händen“ (Ps 31,16)                         | 151.422 (Abend der Begegnung: 220.000)                                              | Schlussgottesdienst 95.000                                                                   | 24.998      | |
| 1991 5.–9. Juni           | 24. Deutscher Evangelischer Kirchentag | Ruhrgebiet            | „Gottes Geist befreit zum Leben“ (Röm 8,11)                       | 104.492 (Abend der Begegnung: 143.000)                                              | Schlussgottesdienst 80.000                                                                   | 26.351      | |
| 1993 9.–13. Juni          | 25. Deutscher Evangelischer Kirchentag | München               | „Nehmet einander an“ (Röm 15,7)                                   | 124.338 (Abend der Begegnung: 140.000)                                              | Schlussgottesdienst 100.000                                                                  | 23.319      | |
| 1995 14.–18. Juni         | 26. Deutscher Evangelischer Kirchentag | Hamburg               | „Es ist dir gesagt, Mensch, was gut ist“ (Mi 6,8 )                | 125.012                                                                             | Schlussgottesdienst 85.000                                                                   | 24.024      | |
| 1997 18.–22. Juni         | 27. Deutscher Evangelischer Kirchentag | Leipzig               | „Auf dem Weg der Gerechtigkeit ist Leben“ (Spr 12,28 )            | 98.658                                                                              | Schlussgottesdienst 98.658                                                                   | 24.000      | Erster Kirchentag in den neuen Bundesländern nach der Wiedervereinigung. |
| 1999 16.–20. Juni         | 28. Deutscher Evangelischer Kirchentag | Stuttgart             | „Ihr seid das Salz der Erde“ (Mt 5,13 )                           | 98.099                                                                              |                                                                                              | 27.127      | |
| 2001 13.–17. Juni         | 29. Deutscher Evangelischer Kirchentag | Frankfurt am Main     | „Du stellst meine Füße auf weiten Raum“ (Ps 31,9 )                | 92.947                                                                              | Schlussgottesdienst 70.000                                                                   | 31.166      | |
| 2003 28. Mai – 1. Juni    | 1. Ökumenischer Kirchentag             | Berlin                | „Ihr sollt ein Segen sein“ (in Anlehnung an 1 Mos 12,2)           | 191.349                                                                             | Schlussgottesdienst 200.000                                                                  | 41.290      | |
| 2005 25.–29. Mai          | 30. Deutscher Evangelischer Kirchentag | Hannover              | „Wenn Dein Kind Dich morgen fragt …“ (5 Mos 6,20 )                | 102.428 (Eröffnungsabend: 400.000)                                                  | Schlussgottesdienst 105.000                                                                  | 33.941      | |
| 2007 6.–10. Juni          | 31. Deutscher Evangelischer Kirchentag | Köln                  | „lebendig und kräftig und schärfer“ (Heb 4,12 )                   | 103.726 (Eröffnungsabend: 300.000)                                                  | Schlussgottesdienst 100.000                                                                  | 33.968      | |
| 2009 20.–24. Mai          | 32. Deutscher Evangelischer Kirchentag | Bremen                | „Mensch, wo bist Du?“ (1 Mos 3,9 )                                | 99.440 (Eröffnungsabend: 300.000)                                                   | Schlussgottesdienst 100.000                                                                  | 30.435      | |
| 2010 12.–16. Mai          | 2. Ökumenischer Kirchentag             | München               | „Damit ihr Hoffnung habt“ (in Anlehnung an 1 Petr 1,21 )          | 127.000 (Eröffnungsabend: 300.000)                                                  | Schlussgottesdienst 120.000                                                                  | 39.299      | |
| 2011 1.–5. Juni           | 33. Deutscher Evangelischer Kirchentag | Dresden               | „… da wird auch dein Herz sein“ (Mt 6,21 )                        | 118.843 (Eröffnungsabend: 300.000)                                                  | Schlussgottesdienst 120.000                                                                  | 38.223      | |
| 2013 1.–5. Mai            | 34. Deutscher Evangelischer Kirchentag | Hamburg               | „Soviel du brauchst“ (2 Mos 16,18 )                               | 117.484 (Eröffnungsabend: 350.000)                                                  | Schlussgottesdienst 130.000                                                                  | 35.923      | |
| 2015 3.–7. Juni           | 35. Deutscher Evangelischer Kirchentag | Stuttgart             | „damit wir klug werden“ (Psalm 90,12 )                            | 97.127                                                                              | Schlussgottesdienst 95.000                                                                   | 36.200      | |
| 2017 24.–28. Mai          | 36. Deutscher Evangelischer Kirchentag | Berlin und Wittenberg | „Du siehst mich“ (1 Mos 16,13 )                                   | 105.171 Dauerteilnehmende (dazu 22.595 Tagesteilnehmende; Eröffnungsabend: 200.000) | Schlussgottesdienst 120.000                                                                  | 22.595      | Anlässlich des 500-jährigen Reformationsjubiläums wurden gleichzeitig sechs Kirchentage auf dem Weg in acht Städten Mitteldeutschlands veranstaltet, den Abschluss bildete am 28. Mai 2017 ein gemeinsamer Festgottesdienst auf den Elbwiesen vor Wittenberg. |
| 2019 19.–23. Juni         | 37. Deutscher Evangelischer Kirchentag | Dortmund              | „Was für ein Vertrauen“ (2 Kön 18,19 )                            | ca. 80.000 (dazu etwa 41.000 Tagesgäste)                                            | Schlussgottesdienst im Stadion und Westfalenpark zusammen 37.000                             |             | |
| 2021 13.–16. Mai          | 3. Ökumenischer Kirchentag             | Frankfurt am Main     | „Schaut hin“ (Mk 6,38)                                            | 160.000 Besucher auf oekt.de                                                        | Schlussgottesdienst 1.250.000 (zudem 400 an der Weseler Werft)                               |             | digital und dezentral auf Grund der COVID-19-Pandemie |
| 2023 7.–11. Juni          | 38. Deutscher Evangelischer Kirchentag | Nürnberg              | „Jetzt ist die Zeit“ (Mk 1,15 )                                   | ca. 70.000 (mit Tagesgästen)                                                        | Schlussgottesdienste 25.000 18.000 auf dem Hauptmarkt, 7.000 auf dem Kornmarkt               |             | |
| 2025 30. April – 4. Mai   | 39. Deutscher Evangelischer Kirchentag | Hannover              | „mutig – stark – beherzt“ (1 Kor 16,13-14 )                       | ca. 81.000 (mit Tagesgästen; Eröffnungsabend: 150.000)                              | Schlussgottesdienst 28.000 22.000 auf dem Platz der Menschenrechte, 4.000 auf dem Opernplatz |             | |

### Geplante Veranstaltungen
| Jahr             | Kirchentag                             | Ort        | Motto | Bemerkung |
| ---------------- | -------------------------------------- | ---------- | ----- | --------- |
| 2027 05.–09. Mai | 40. Deutscher Evangelischer Kirchentag | Düsseldorf |       |           |
| 2029             | 41. Deutscher Evangelischer Kirchentag | Hamburg    |       |           |

## Präsidenten
An der Spitze eines Kirchentages steht jeweils ein Präsident. Seit 1970 wechselt die Inhaberschaft dieses Amtes alle zwei Jahre:
- 1949–1964: Reinold von Thadden-Trieglaff
- 1964–1970: Richard von Weizsäcker
- 1970–1971: Gertrud Osterloh
- 1971–1973: Heinz Zahrnt
- 1973–1975: Kurt Sontheimer
- 1975–1977: Helmut Simon
- 1977–1979: Klaus von Bismarck
- 1979–1981: Richard von Weizsäcker
- 1981–1983: Erhard Eppler
- 1983–1985: Wolfgang Huber
- 1985–1987: Eleonore von Rotenhan
- 1987–1989: Helmut Simon
- 1989–1991: Erhard Eppler
- 1991–1993: Erika Reihlen
- 1993–1995: Ernst Benda
- 1995–1997: Rainer Meusel
- 1997–1999: Barbara Rinke
- 1999–2001: Martin Dolde
- 2001–2003: Elisabeth Raiser
- 2003–2005: Eckhard Nagel
- 2005–2007: Reinhard Höppner
- 2007–2009: Karin von Welck
- 2009–2011: Katrin Göring-Eckardt
- 2011–2013: Gerhard Robbers
- 2013–2015: Andreas Barner
- 2015–2017: Christina Aus der Au
- 2017–2019: Hans Leyendecker
- 2019–2021: Bettina Limperg
- 2021–2023: Thomas de Maizière
- 2023–2025: Anja Siegesmund
- seit 2025: Torsten Zugehör

Der designierte Amtsinhaber für den Evangelischen Kirchentag 2019 war bis zu seiner Wahl zum Bundespräsidenten zunächst Frank-Walter Steinmeier.
Evangelische Präsidenten des Ökumenischen Kirchentages waren in Berlin 2003 Elisabeth Raiser, in München 2010 Eckhard Nagel und in Frankfurt 2021 Bettina Limperg.

## Generalsekretäre
Das Generalsekretariat leitet das Kollegium des Kirchentages. Es vertritt in Absprache mit dem Vorstand den Kirchentag nach außen und hat unmittelbares Vortragsrecht in der Präsidialversammlung, dem Präsidium, der Konferenz der Landesausschüsse sowie im Finanzausschuss.
Amtsinhaber:
- 1950–1961: Heinrich Giesen
- 1961–1982: Hans Hermann Walz
- 1982–1984: Klaus Reblin
- 1985–1994: Christian Krause
- 1994–1999: Margot Käßmann
- 2000–2005: Friederike von Kirchbach
- 2006–2017: Ellen Ueberschär
- 2017–2021[32]: Julia Helmke
- seit 2022[33]: Kristin Jahn